# Bryodelphax crossotus
Bryodelphax crossotus är en djurart som tillhör fylumet trögkrypare, och som beskrevs av Grigarick, Schuster och Nelson 1983. Bryodelphax crossotus ingår i släktet Bryodelphax och familjen Echiniscidae. Inga underarter finns listade i Catalogue of Life.